# Traxus fulvus
Traxus fulvus är en insektsart som beskrevs av Metcalf 1923. Traxus fulvus ingår i släktet Traxus och familjen sköldstritar. Inga underarter finns listade i Catalogue of Life.